# Теле-тато у відставці
«Теле-тато у відставці» (англ. See Dad Run) — американський ситком, прем'єра якого відбулася на телеканалі Nick at Nite 6 жовтня 2012 року. 17 березня 2014 року телеканал підтвердив, що третій сезон буде останнім.

## У головних ролях
- Скотт Байо — Девід Хоббс
- Аланна Убах — Емі Хоббс, дружина Девіда
- Раян Ньюман — Емілі Хоббс, старша донька Девіда та Емі
- Джексон Брандеж — Джо Хоббс, син Девіда та Емі
- Бейлі Мішель Браун — Дженні Хоббс, молодша донька Девіда та Емі
- Рамі Юсеф — Кевін Костнер, виробничий асистент колишнього серіалу Девіда, який допомагає йому з будинком
- Марк Каррі — Марк Барнс, головний сценарист колишнього серіалу Девіда, який живе через дорогу від нього